# مشروع حبقوق

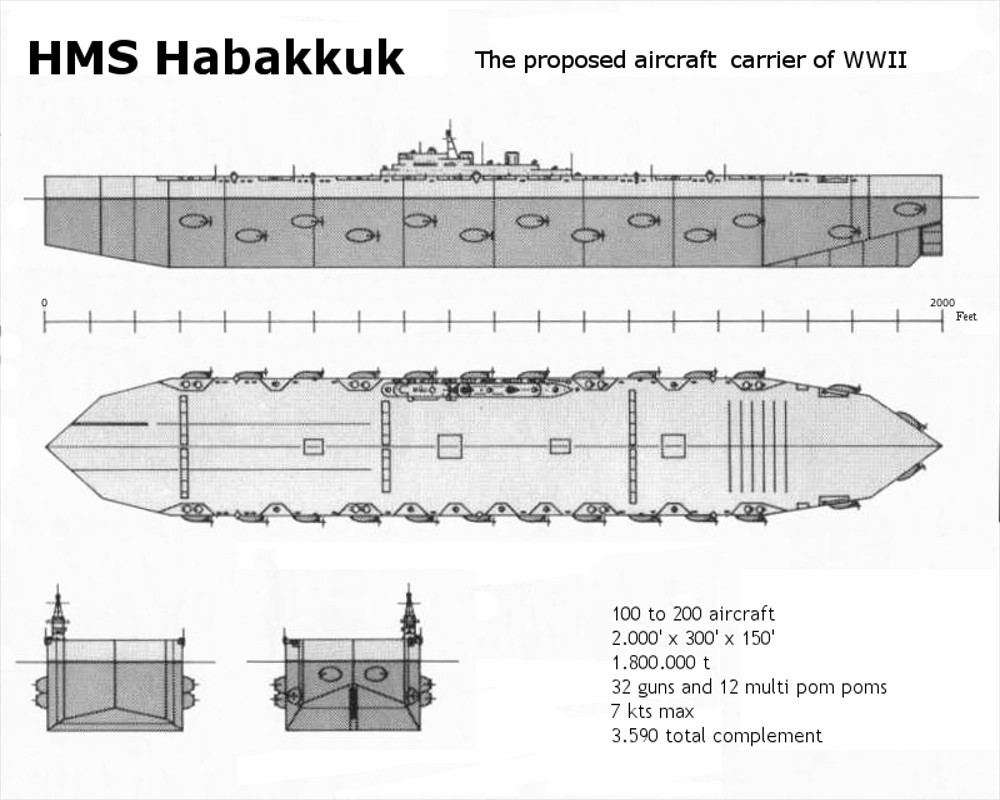

مشروع حبقوق (بالإنجليزية: Project Habakkuk)‏ كان مشروعًا بريطانيًّا خلال الحرب العالمية الثانية لإنشاء حاملة طائرات من البايكريت (وهو خليط من لب الخشب والثلج) لتُستخدم هذه الحاملة في مواجهة الغواصات الألمانية في وسط المحيط الأطلسي، حيث كانت منطقة المواجهة تتعدى مدى طيران الطائرات المنطلقة من الأراضي البريطانية في ذلك الوقت. كان جيفري بايك صاحب الفكرة، وكان يعمل بمقر العمليات المشتركة. وبعد تجارب ناجحة وإنشاء نموذج أولي في بحيرة ألبيرتا الكندية، أوقف المشروع بسبب التكاليف المرتفعة والمتطلبات الزائدة وتوفر طائرات ذات مدًى أبعد وكذلك حاملات طائرات أغلقت ما عُرف بفجوة وسط الأطلسي التي أقيم هذا المشروع لمعالجتها.

## استشهادات
1. ↑  "حقائق ومعلومات عن مشروع حبقوق". المرسال. 30 يناير 2018. مؤرشف من الأصل في 2018-09-02. اطلع عليه بتاريخ 2018-09-02.